# 정승 (1958년)
정승(鄭勝, 1958년 7월 23일 ~ , 전남 완도)은 대한민국 前 공무원이다. 4·29 재보궐선거 광주 서구 을 지역에 지난 19대 총선에서 39.7%의 득표를 했었던 이정현 의원의 지원을 받아 새누리당 후보로 출마해 분전하였으나 11%의 득표율을 얻고 3위로 낙선하였다.

## 학력
- 1974년 ~ 1977년 : 광주동신고등학교 졸업
- 1977년 ~ 1981년 : 전남대학교 경제학 학사
- 1982년 : 육군보병학교 수료
- 1983년 : 육군포병학교 수료
- 1987년 ~ 1989년 : 아이오와 주립 대학교 대학원 행정학 석사
- 2008년 ~ 2012년 : 강원대학교 대학원 경제학 박사

## 경력
- 1979년 : 제23회 행정고시 합격
- 1981년 : 육군 학사 장교(1기)
- 1993년 : 농림부 국제협력과 축정과 사무관
- 1993년 : 국무총리행정조정실 행정쇄신실무위원회 과장
- 1994년 : 경제협력개발기구(OECD) 파견
- 1996년 : 농림부 농촌인력과 과장
- 1997년 : 농림부 장관비서관
- 1999년 : 농림부 기획예산담당관
- 1998년 : 농림부 총무과 과장
- 1999년 : 농림부 기획관리실 기획예산담당관
- 1999년 : 농림부 기획관리실 농업정보통계관
- 2000년 : 농림부 공보관
- 2001년 :  농림부 농촌개발국 국장
- 2002년 : 농림부 식량생산국 국장
- 2003년 : 농림부 감사관
- 2004년 : 농림부 공보관
- 2005년 : 농림부 정책홍보관리실 홍보관리관
- 2005년 : 농림부 농업구조정책국 국장
- 2005년 : 국립농산물품질관리원장
- 2006년 : 농림부 국립농산물품질관리원 원장
- 2007년 : 농림부 농촌정책국 국장
- 2008년  ~ 2009년 : 농림수산식품부 식품산업본부 본부장
- 2009년 : 새만금코리아 정책특보
- 2009년 ~ 2010년 : 농림수산식품기술기획평가원 초대원장
- 2009년 ~ 2011년 : 세계김치협회 자문위원
- 2010년 : 축산물위해요소중점관리기준원 자문위원
- 2010년 : 한국식품과학회 식품산업발전위원회 위원
- 2010년 ~ 2011년 : 농림수산식품부 제2차관
- 2011년 ~ 2013년 : 한국말산업중앙회 회장
- 2012년 8월 ~ 2013년 2월 : 광주대학교 겸임교수
- 2013년 3월 ~ 2015년 3월 : 식품의약품안전처장
- 파리 OECD 파견근무 경력
- 2015년 9월 : 광주과학기술원 명예석좌교수
- 2016년 4월 : 제20대 국회의원선거 새누리당 비례대표 후보자등록
- 2016년 6월 :  새누리당 광주시당 서구을 당원협의회 운영위원장
- 2016년 6월 ~ 2016년 8월 : 새누리당 혁신비상대책위원회 위원
- 2016년 10월 ~ 2017년 12월 : 제8대 한국농어촌공사 사장
- 옛 자유한국당 정치인
- 무소속
- 2021년 9월 ~ 2024년 9월 : 제8대 직접판매공제조합 이사장
- 2024년 ~ : 법무법인(유한) 대륙아주 고문

## 수상
- 1992년 : 대통령 표창
- 1999년 : 근정포장
- 2007년 : 홍조근정훈장

## 역대 선거 결과
| 실시년도 | 선거        | 대수 | 직책     | 선거구       | 정당     | 득표수  | 득표율          | 순위 | 당락 | 비고 |
| -------- | ----------- | ---- | -------- | ------------ | -------- | ------- | --------------- | ---- | ---- | ---- |
| 2015년   | 4.29 재보선 | 19대 | 국회의원 | 광주 서구 을 | 새누리당 | 5,550표 | \| \| 11.07% \| | 3위  | 낙선 |      |
|          | 11.07%      |      |          |              |          |         |                 |      |      |      |

| 전임 하영제 | 제3대 농림수산식품부 제2차관 2010년 8월 16일 ~ 2011년 6월 7일 | 후임 오정규 |

| 전임 노연홍 (식품의약품안전청장) | 초대 식품의약품안전처장 2013년 3월 14일 ~ 2015년 3월 13일 | 후임 김승희 |